# Végétal
Végétal (2006) è il secondo album della cantante Émilie Simon.

## Il disco
Pubblicato nel marzo 2006, Végétal è il secondo album solista della cantautrice francese Émilie Simon, dopo la parentesi cinematografica che l'ha vista come compositrice della colonna sonora del film La marcia dei pinguini. Anche questo album è ricco di campionature e distorsioni, mantenendo intatto il sound che caratterizza l'opera della cantante.
Forte, come suggerisce il titolo, il rimando al mondo vegetale in cui vi è un collegamento praticamente in ogni composizione, da Fleur de saison, il primo singolo estratto dall'album, a Rose hybride de thé. Torna anche l'alternanza tra canzoni in francese e canzoni in inglese, come Sweet Blossom, opera le cui atmosfere ricordano, come nel precedente lavoro, le composizioni di Danny Elfman, per larga parte grazie ai cori e l'utilizzo di carillon.
Le campionature vanno dallo scialaquio dell'acqua, come in Swimming allo scoppiettare del fuoco in En cendres (in realtà eseguito torcendo un fascio di paglia secca, come si può vedere durante il live L'Olympia). Vengono così toccati tutti gli elementi della natura in un tripudio di simbologia e rimandi al ciclo vitale.

## Tracce
1. Alicia
2. Fleur de saison
3. Le vieil amant
4. Sweet Blossom
5. Opium
6. Dame de lotus
7. Swimming
8. In the Lake
9. Rose hybride de thé
10. Never Fall In Love
11. Annie
12. My Old Friend
13. En cendres